# Stictococcus vayssierei
Stictococcus vayssierei är en insektsart som beskrevs av Richard 1971. Stictococcus vayssierei ingår i släktet Stictococcus och familjen Stictococcidae. Inga underarter finns listade i Catalogue of Life.